# Point Pleasant (Ohio)
Point Pleasant è una piccola comunità non incorporata statunitense sita nella parte meridionale della township di Monroe, nella Contea di Clermont dello stato dell'Ohio. Essa si trova sul fiume Ohio, circa a 25 miglia a sudest di Cincinnati.  La strada nazionale n. 52 l'attraversa e vi incrocia la Strada statale dell'Ohio n. 232
Point Pleasant fu fondata nel 1813.
Nel 1833 Point Pleasant conteneva circa 2 grandi magazzini, 30 case e 130 abitanti.
Point Pleasant ha dato i natali al 18º Presidente degli Stati Uniti d'America, Ulysses S. Grant.

## Galleria fotografica di Point Pleasant

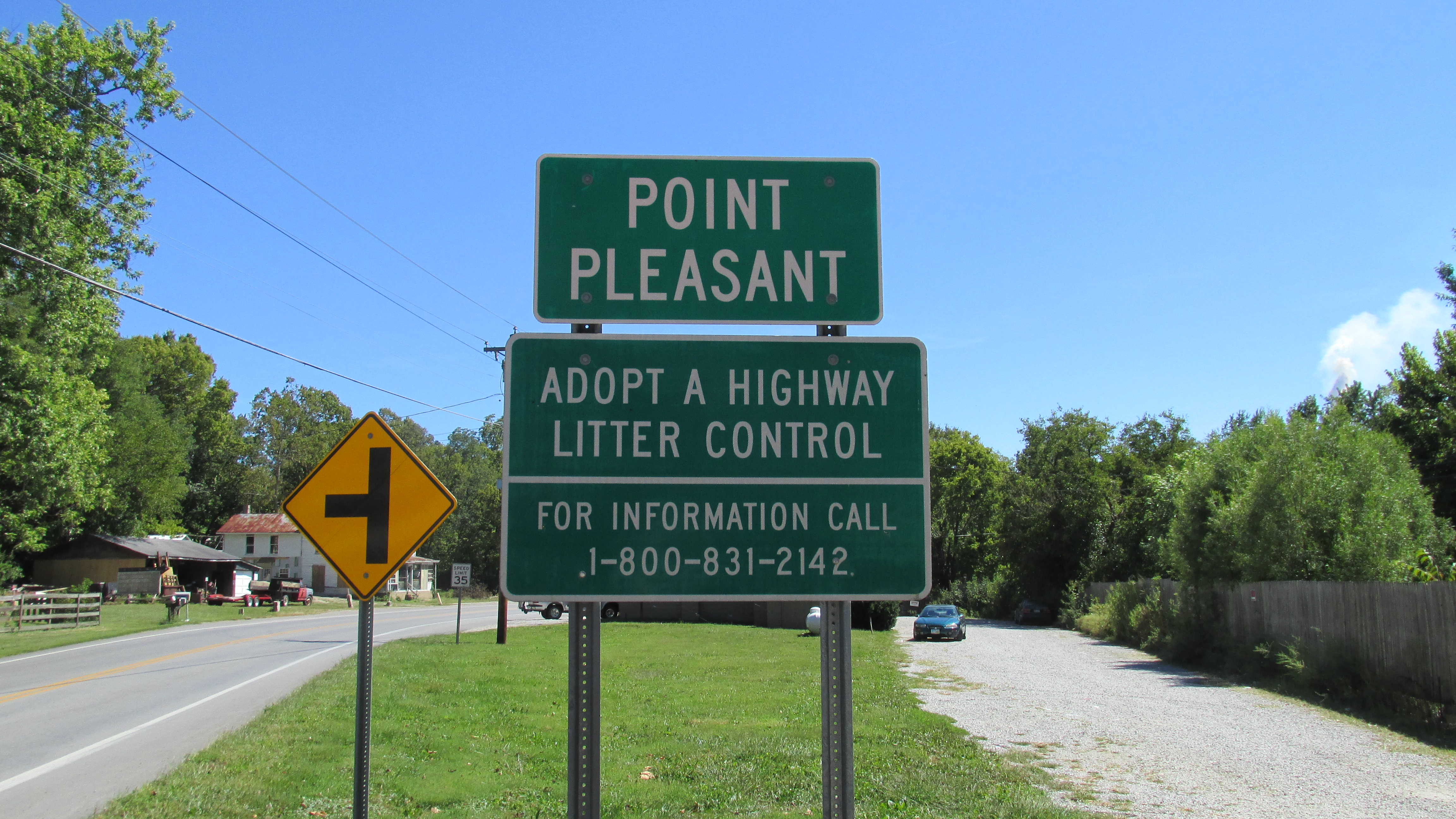
L'ingresso a Point Pleasant.
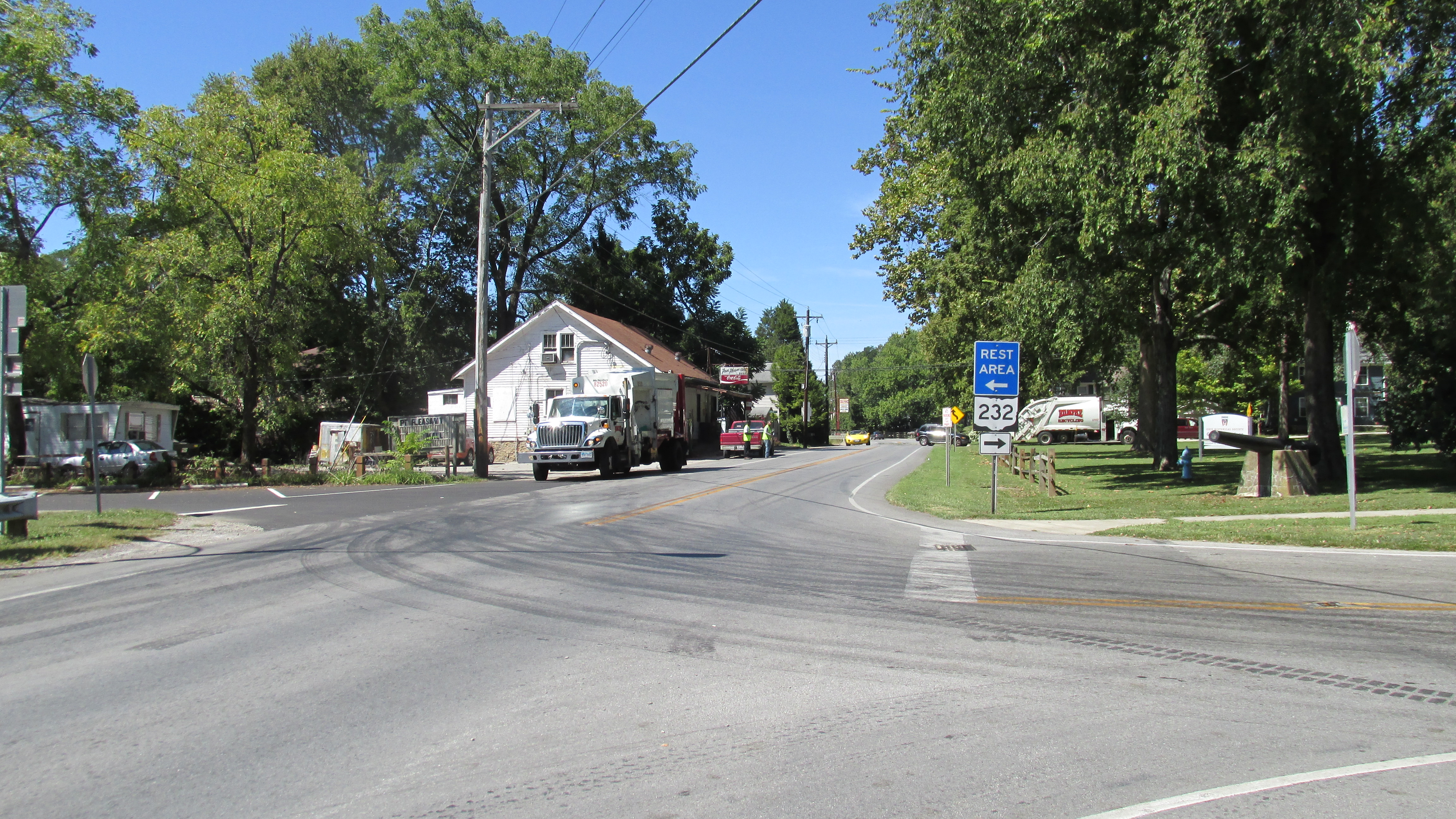
Incrocio fra la US Highway 52  e la Ohio Highway 232 a Point Pleasant.
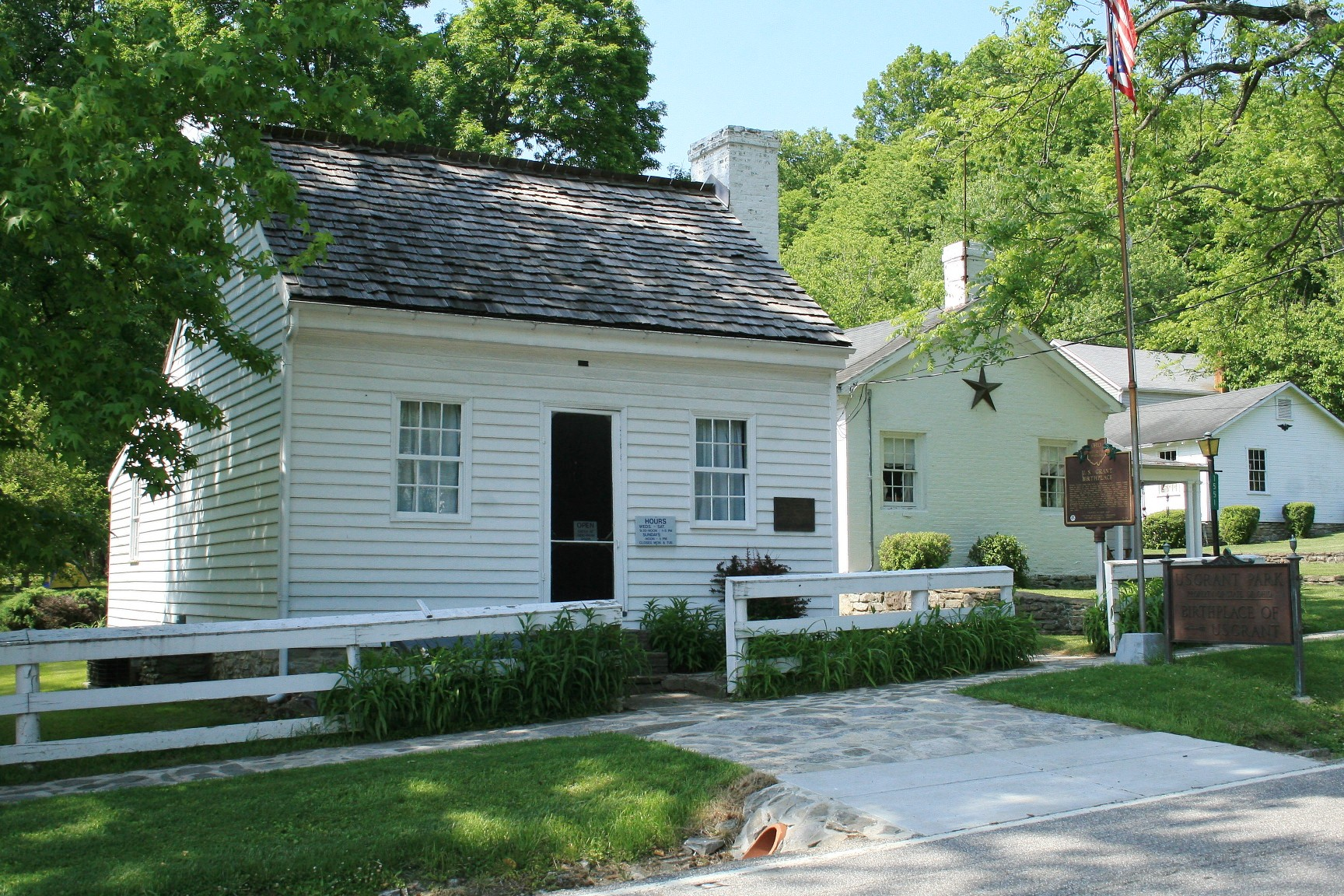
Luogo di nascita di Ulysses Grant.